# Сова таїландська
Сова́ таїла́ндська (Strix seloputo) — вид птахів родини совових (Strigidae). Поширений у Південно-Східній Азії.

## Поширення
Вид поширений у М'янмі, Таїланді, Камбоджі, на півдні В'єтнаму, у півострівній Малайзії, Сінгапурі, Індонезії (Суматра, Ява, Бавеан) та на заході Філіппін (Палаван, Каламіанські острови). Населяє посадки, лісові галявини, вічнозелені вторинні ліси та узлісся. Він також потрапив до місць поселення людей і його можна зустріти, наприклад, у парках. Його місця проживання також охоплюють болотні ліси та мангрові зарості. Трапляється від низовин до висоти 1000 метрів над рівнем моря.

## Опис
Сова досягає приблизно 44–48 см завдовжки із довжиною крил від 30–36 см (12–14 дюймів). Голова шоколадно-коричнева з помаранчево-коричневим лицьовим диском і жовтуватою смугою на горлі, але вух немає. Верхня частина кавового кольору з білими смугами та плямами, окантованими чорним. Нижня частина тіла тьмяно-жовта з широкими білими та вузькими чорними смугами. Око темно-коричневе, а дзьоб зеленувато-чорний. Ноги та пальці добре оперені, видимі частини мають оливковий колір.